# Gruzja na Letnich Igrzyskach Paraolimpijskich 2012
Gruzję na Letnich Igrzyskach Paraolimpijskich 2012 reprezentował 1 zawodnik.
Dla reprezentacji Gruzji był to drugi start w igrzyskach paraolimpijskich (poprzednio w 2008 roku). Dotychczas żadnemu zawodnikowi nie udało się zdobyć paraolimpijskiego medalu. 

## Kadra

### Pływanie
| Zawodnik    | Konkurencja              | Kwalifikacje | Kwalifikacje | Finał                  | Finał                  |
| Zawodnik    | Konkurencja              | Czas         | Poz.         | Czas                   | Poz.                   |
| ----------- | ------------------------ | ------------ | ------------ | ---------------------- | ---------------------- |
| Nika Twauri | 100m st. klasycznym SB11 | 1:28.37      | 13           | Nie zakwalifikował się | Nie zakwalifikował się |

### Podnoszenie ciężarów
Mężczyźni
| Zawodnik          | Konkurencja | Wynik                      | Poz.                       |
| ----------------- | ----------- | -------------------------- | -------------------------- |
| Szota Omaraszwili | -60kg       | nie zaliczono żadnej próby | nie zaliczono żadnej próby |